# Android TV
Android TV é um sistema operacional baseado no Android desenvolvido pela Google para televisores conectados, reprodutores de mídia digital, set-top box e soundbar. Ele possui uma interface de usuário que oferece aplicativos e serviços de mídia, principalmente de streaming de música e vídeo, pesquisa por voz e assistente virtual inteligente, espelhamento de conteúdo com o Google Cast, entre outros recursos.
A plataforma foi revelada pela primeira vez em 25 de junho de 2014 na Google I/O e foi disponibilizada pela primeira vez no Nexus Player em novembro. A plataforma tem sido adotada em smart TVs por diversas fabricantes de televisores como a TCL. Algumas empresas adotaram o sistema operacional em set-top boxes por uma série de provedores de televisão IPTV.

## Antecedentes
Em maio de 2010 foi apresentado o Google TV, a empresa Google anunciou um novo hardware para plataformas Smart TV durante o evento Google I/O. Este projeto foi co-desenvolvido pela Google, Intel, Sony e Logitech. 
O Google TV integrava o sistema operacional Android, e a versão para Linux do Google Chrome, para criar uma televisão interativa com um nível acima dos sistemas de Internet por televisão existentes, adicionando uma interface de usuário amigável para os sites WebTV. O Google TV foi lançado oficialmente em 6 de outubro de 2010, incorporado em dispositivos Sony e Logitech.

## Google TV
Uma interface de usuário modificada da Android TV, com a marca "Google TV" (não relacionada à plataforma de smart TV descontinuada da empresa de mesmo nome), estreou no Chromecast com dispositivo de streaming Google TV, que foi lançado em 30 de setembro de 2020. A interface do Google TV enfatiza recomendações de conteúdo e descoberta em diferentes serviços e aplicativos instalados, em comparação com a interface padrão da Android TV, que é mais focada na navegação entre aplicativos individuais instalados. O Google TV é compatível com mais de 6.500 aplicativos desenvolvidos para Android TV. No lançamento, mais de 30 serviços de streaming foram integrados ao Google TV para uso em seus recursos de agregação de conteúdo:
- Disney+
- HBO Max
- Pluto TV
- Prime Video
- Netflix
- Crunchyroll
- Globoplay
- Apple TV
- Paramount+

A interface do Google TV substituirá a interface padrão da Android TV até o final de 2022, começando com decodificadores, dongles e smart TVs em 2021. A estreia do Google TV coincidiu com o re-branding do Google Play Filmes para Google TV.

## Características
A plataforma conta com uma interface semelhante à do Google Play. 

### Google Assistant
Google Assistant é um assistente pessoal inteligente desenvolvido pela Google que está disponível no aplicativo para dispositivos móveis da Pesquisa Google para os sistemas operacionais Android e iOS. O Google Assistant utiliza uma interface de linguagem natural para responder a perguntas, fazer recomendações e realizar ações através da delegação de solicitações a um conjunto de serviços web. Junto com a resposta para as consultas iniciadas pelo usuário, a Google agora oferece de forma passiva a informação ao usuário que prevê que vai querer, em função de seus hábitos de busca. Foi incluído pela primeira vez no Android 4.1 ("Jelly Bean"), que foi lançado em 9 de julho de 2012, e foi suportado pela primeira vez no smartphone Galaxy Nexus. O serviço estava disponível para iOS desde 29 de abril de 2013, de uma atualização do aplicativo da Pesquisa Google. A revista Popular Science nomeou o Google Assistant a "Inovação do Ano" para o ano de 2012.

### Google Cast
A tecnologia e o conceito do bem-sucedido chamado Google Chromecast, está integrado ao Google TV, deste modo, o usuário pode ver em seu televisor filmes e séries, e interagir com elas, graças a seu telefone ou tablet. O conteúdo enviado será sincronizado com seu tablet, para terminar de ver o filme na cama mais tarde. O Chromecast é um dispositivo de streaming de mídia fabricado pela Google. Foi anunciado de forma oficial junto à versão 2013 de sua linha de tablets Nexus 7 em 24 de julho de 2013 durante um evento em San Francisco.
Igual ao anterior Nexus Q, todos os seus componentes são fabricados totalmente nos Estados Unidos. 
Basicamente é um ponto de acesso Wi-Fi, com os plugues intercambiáveis USB e HDMI, que uma vez ligado a um televisor com entrada HDMI e configurado o navegador Chrome a partir de um PC ou um smartphone Android, replica as páginas web que são vistas no televisor, no caso de YouTube e Netflix estas enviam o sinal de vídeo.

## Lista de parceiros
- Sony
- Sharp
- Panasonic
- LG
- Samsung
- Philips
- Semp/TCL